# Srdce (Glee)
Srdce (v anglickém originále Heart) je třináctá epizoda třetí série amerického hudebního televizního seriálu Glee a v celkovém pořadí padesátá sedmá epizoda tohoto seriálu. Scénář k ní napsala Ali Adler, režíroval ji jeden z tvůrců seriálu Brad Falchuk a poprvé se vysílala ve Spojených státech dne 14. února 2012 na americkém televizním kanálu Fox. Epizoda obsahuje milostné písničky ke dnu svatého Valentýna, které zpívají členové sboru na McKinleyově střední. V tomto díle se také poprvé objeví speciální hostující hvězdy, a to Jeff Goldblum a Brian Stokes Mitchell jako dva otcové Rachel a vítěz soutěže The Glee Project, Samuel Larsen v roli přestupujícího studenta Joa Harta.
V epizodě zazněla verze Whitney Houston písně "I Will Always Love You", původně od Dolly Parton, kterou zpívala Mercedes (Amber Riley) a daná epizoda již byla doručena do vysílání, než tři dny před vysíláním epizody Whitney Houston nečekaně zemřela. V závěrečných titulcích epizody je uvedeno, že epizoda je věnována právě jí. Recenzenti Rileyino ztvárnění ocenili velmi pozitivními ohlasy a i všechny ostatní hudební vystoupení byla dobře přijata. Byla jednou ze dvou písní, které se umístily v žebříčcích Billboard Hot 100 a Canadian Hot 100 společně se "Stereo Hearts", zatímco se ostatních šest písní neumístilo.
Recenze epizody se velmi lišily, ale byla převaha pozitivních reakcí nad těmi negativními. Největší nadšení směřovalo k představení Racheliných otců, ačkoliv ředitel Figgins (Iqbal Theba) byl chválen za své krátké scénky a scéna s Kurtem (Chris Colfer) a Karofskym (Max Adler) byla také chválena. Epizoda stala významnou také proto, že obsahovala polibek Santany (Naya Rivera) a Brittany (Heather Morris), který byl prvním lesbickým polibkem v seriálu.
V původním vysílání epizodu sledovalo celkem 6,99 milionů amerických diváků a získala 2,8/8 Nielsenova ratingu/podílu na trhu ve věkové skupině od osmnácti do čtyřiceti devíti let. Celková sledovanost epizody klesla o více než 11% oproti předchozí epizodě s názvem Učitel španělštiny.

## Děj epizody

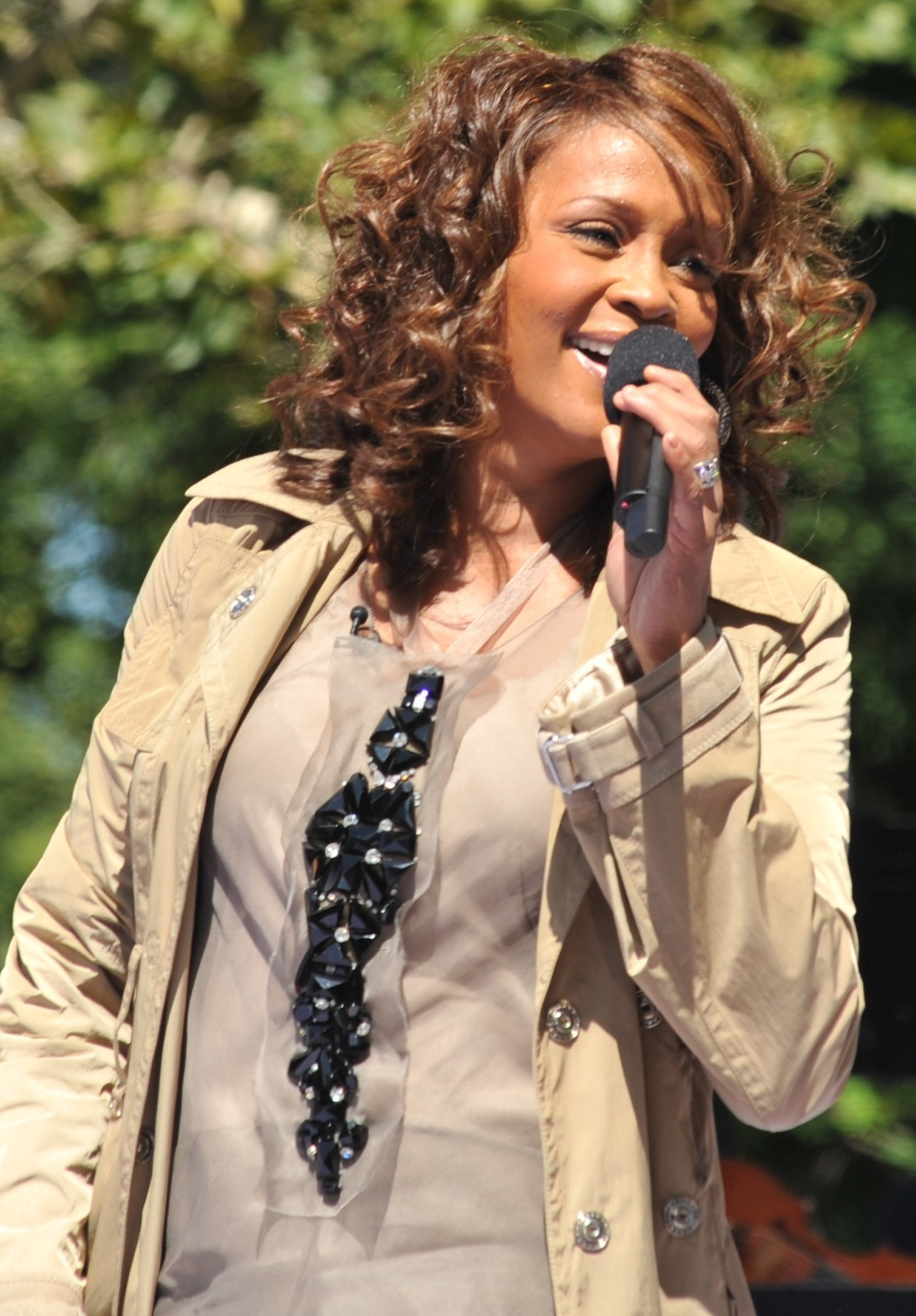
Tato epizoda je věnována zpěvačce Whitney Houston, který zemřela tři dny před vysíláním epizody

Will (Matthew Morrison) zadá jako úkol týdne ve sboru zpívat nejlepší zamilované písně pro den svatého Valentýna. Sugar (Vanessa Lengies) to bere jako příležitost oznámit, že pořádá valentýnský večírek, na kterou musí mít každý doprovod, včetně jí. Artie (Kevin McHale) a Rory (Damian McGinty) se oba snaží získat Sugar pro sebe a nalákat jí dárky a zpívají ji: Artie zpívá "Let Me Love You" a Rory, který se dozvěděl, že jeho vízum pro druhý rok na McKinleyově střední bylo zamítnuto, vystupuje s písní "Home". Sugar si jako svého partnera na večírek vybírá Roryho.
Santana (Naya Rivera) a Brittany (Heather Morris) se již téměř políbí na chodbě, když jim v tom náhle ředitel Figgins (Iqbal Theba) zabrání. Řekne jim, že obdržel stížnosti ohledně jejich projevů náklonnosti na veřejnosti, na což Santana zareaguje, že to není fér a ať se podívá na daleko delší veřejné polibky Finna (Cory Monteith) a Rachel (Lea Michele).
Quinn (Dianna Agron), Mercedes (Amber Riley) a Sam (Chord Overstreet) jsou členové křesťanského kroužku a rozhodnou se vybrat peníze tím, že budou zpívat zamilované zprávy na Den svatého Valentýna. Novým členem jejich kroužku je Joe Hart (Samuel Larsen), který byl předtím vyučován doma. Skupina zpívá Rachel "Stereo Hearts", což jí věnuje Finn. Santana si je později najímá, aby zazpívali pro Brittany, což vyvolá diskuzi mezi členy ohledně morality homosexuality; Joe se musí rozhodnout, jestli se mu chce zpívat píseň o lásce pro homosexuální pár.
Mercedes se rozchází se Shanem (LaMarcus Tinker), ale nebude chodit se Samem, protože se cítí vinná z citového zranění Shana a chce si být jistá jejími vlastními city. Jako svou píseň zpívá "I Will Always Love You" a Sam odchází v slzách.
Finn a Rachel prozradí své svatební plány ve sboru New Directions a většina sboristů nejeví příliš nadšení. Rachelini dva otcové Hiram a LeRoy Berryovi (Jeff Goldblum a Brian Stokes Mitchell) spolu s Finnovou matkou Carole (Romy Rosemont) a jeho nevlastním otcem Burtem Hummelem (Mike O'Malley) se chovají k nim velice povzbudivě a pro pár zorganizují přespání přes noc v Rachelině pokoji a čekají, že realita žití společně je donutí přehodnotit své myšlenky ohledně svatby. Nicméně jejich plán nevyjde a zasnoubený pár radostně oznámí, že se vezmou ještě dříve, než se původně plánovalo.
Kurt celý týden dostává valentýnky a dárky od neznámého ctitele a Kurt věří, že je to Blaine (Darren Criss), který leží stále doma a zotavuje se po operaci oka. Přichází tedy na Sugařin večírek dříve, kde zjistí, že jeho obdivovatel je ve skutečnosti bývalý tyran Dave Karofsky (Max Adler), který Kurtovi vyzná lásku. Kurt se ho snaží jemně odmítnout, ale důležitá slova jejich rozhovoru zaslechne jeden z Karofkeho spolužáků a Karofsky utíká.
Když je večírek v plném proudu, křesťanský kroužek přináší svou píseň, mashup "Cherish / Cherish" věnovaný pro Brittany od Santany a pár se políbí. Sugar a Rory tančí, ale Rory je zmatený, když mu řekne, že mu bude chybět, když bude odcházet. Přichází Blaine, který se konečně uzdravil a zpívá hlavní vokály v písni "Love Shack".

## Seznam písní
- "Chapel of Love"
- "L-O-V-E"
- "Let Me Love You"
- "Stereo Hearts"
- "Home"
- "I Will Always Love You"
- "You're the Top"
- "Cherish / Cherish"
- "Love Shack"

## Hrají
| Dianna Agron      | Quinn Fabray          |
| Chris Colfer      | Kurt Hummel           |
| Darren Criss      | Blaine Anderson       |
| Jane Lynch        | Sue Sylvester         |
| Jayma Mays        | Emma Pillsburry       |
| Kevin McHale      | Artie Abrams          |
| Lea Michele       | Rachel Berry          |
| Cory Monteith     | Finn Hudson           |
| Heather Morris    | Brittany Pierce       |
| Matthew Morrison  | William Schuester     |
| Amber Riley       | Mercedes Jones        |
| Naya Rivera       | Santana Lopez         |
| Mark Salling      | Noah „Puck“ Puckerman |
| Harry Shum mladší | Mike Chang            |
| Jenna Ushkowitz   | Tina Cohen-Chang      |